# Condado de San Pascual Bailón
El Condado de San Pascual Bailón es un título nobiliario español creado el 21 de noviembre de 1771 por el rey Carlos III en favor de José de Querejazu y Santiago Concha, alcalde de Lima (1772). El título, concedido con el vizcondado previo de Querejazu, fue confirmado el 12 de abril de 1774.

## Condes de San Pascual Bailón
- I conde: Antonio José de Querejazu y Santiago-Concha (Lima, 1749-1792), caballero de Santiago, alcalde de Lima (1772) y capitán de Infantería de Guadalajara.

1. Casó con Josefa de la Puente y Castro, hija de los marqueses de Villafuerte. Le sucedió su hijo:

- II conde: Pedro de Querejazu y de la Puente.

### Rehabilitación
En 1920 el título fue rehabilitado por una sobrina del I conde:
- Isabel de Santiago-Concha y Loresecha (1893-1953)

1. Casó con Gonzalo de Chávarri e Iranzo, III marqués de Águila Real y Marqués de Gorbea

## Nota
En 1974, el título intento ser rehabilitado por María de la Trinidad de Santiago Concha y Tineo, XIII marquesa del Dragón de San Miguel de Híjar, y Natividad de Verástegui y Velasco, IX marquesa del Fresno.